# Bleptina albivena
Bleptina albivena là một loài bướm đêm trong họ Noctuidae.